# Leroy Chiao
Leroy Chiao (Milwaukee, 28 augustus 1960) is een voormalig Amerikaans ruimtevaarder. Chiao zijn eerste ruimtevlucht was STS-65 met de spaceshuttle Columbia en vond plaats op 8 juli 1994. Tijdens de missie werd er voor de tweede keer onderzoek gedaan in de International Microgravity Laboratory (IML-2), een aangepaste Spacelab module.
Chiao maakte deel uit van NASA Astronaut Group 13. Deze groep van 23 astronauten begon hun training in januari 1990 en werden in juli 1991 astronaut. In totaal heeft Chiao vier ruimtevluchten op zijn naam staan, waaronder meerdere missies naar het Internationaal ruimtestation ISS. Tijdens zijn missies maakte hij zes ruimtewandelingen. In 2005 verliet hij NASA en ging hij als astronaut met pensioen. 